# Apex (North Carolina)
Apex is een plaats (town) in de Amerikaanse staat North Carolina, en valt bestuurlijk gezien onder Wake County.

## Demografie
Bij de volkstelling in 2000 werd het aantal inwoners vastgesteld op 20.212.
In 2006 is het aantal inwoners door het United States Census Bureau geschat op 30.208, een stijging van 9996 (49,5%).

## Geografie
Volgens het United States Census Bureau beslaat de plaats een oppervlakte van
27,5 km², waarvan 27,3 km² land en 0,2 km² water. Apex ligt op ongeveer 110 m boven zeeniveau.

## Plaatsen in de nabije omgeving
De onderstaande figuur toont nabijgelegen plaatsen in een straal van 24 km rond Apex.